# Nhắn gửi tất cả các em, những người tôi đã yêu
Nhắn gửi tất cả các em, những người tôi đã yêu (Nhật: 僕が愛したすべての君へ Hepburn: Boku ga Aishita Subete no Kimi e) là tiểu thuyết khoa học viễn tưởng lãng mạn Nhật Bản được viết bởi Yomoji Otono và phát hành bởi Hayakawa Publishing vào ngày 23 tháng 6 năm 2016. Một anime điện ảnh được Bakken Record chuyển thể công chiếu ở Nhật vào ngày 7 tháng 10 năm 2022.
Cuốn tiểu thuyết thứ hai tựa đề Nhắn gửi một tôi, người đã yêu em (君を愛したひとりの僕へ Kimi o Aishita Hitori no Boku e, "To The Solitary Me That Loved You"), cũng được viết bởi Yomoji Otono, được phát hành bởi Hayakawa Publishing vào cùng ngày. Anime điện ảnh Nhắn gửi một tôi, người đã yêu em do TMS Entertainment chuyển thể cũng công chiếu vào ngày 7 tháng 10 năm 2022.
Cuốn thứ ba của bộ tiểu thuyết tiêu đề 僕が君の名前を呼ぶから (Boku ga Kimi no Namae o Yobukara), cũng được viết bởi Yomoji Otono được xuất bản bởi Hayakawa Publishing vào ngày 10 tháng 8 năm 2022.

## Dàn diễn viên

### Nhắn gửi tất cả các em, những người tôi đã yêu
Koyomi Takasaki (高崎暦 Takasaki Koyomi)
Lồng tiếng bởi: Hio Miyazawa
Kazune Takigawa (瀧川和音 Takigawa Kazune)
Lồng tiếng bởi: Ai Hashimoto

### Nhắn gửi một tôi, người đã yêu em
Koyomi Hidaka (日高暦 Hidaka Koyomi)
Lồng tiếng bởi: Hio Miyazawa
Shiori Satō (佐藤栞 Satō Shiori)
Lồng tiếng bởi: Aju Makita

## Phương tiện truyền thông

### Tiểu thuyết
Tại Việt Nam, hai cuốn tiểu thuyết được Nhà xuất bản Hà Nội và Nhã Nam xuất bản vào ngày 20 tháng 7 năm 2020. Cuốn tiểu thuyết thứ ba được dự kiến xuất bản vào đầu năm 2024.
| # | Nhan đề                                                               | Phát hành Tiếng Nhật                  | Phát hành Tiếng Việt                  |
| - | --------------------------------------------------------------------- | ------------------------------------- | ------------------------------------- |
| 1 | Nhắn gửi tất cả các em, những người tôi đã yêu 僕が愛したすべての君へ | 23 tháng 6 năm 2016 978-415-03-1233-6 | 20 tháng 7 năm 2020 978-604-55-5916-1 |
| 2 | Nhắn gửi một tôi, người đã yêu em 君を愛したひとりの僕へ              | 23 tháng 6 năm 2016 978-415-03-1234-3 | 20 tháng 7 năm 2020 978-604-55-5917-8 |
| 3 | 僕が君の名前を呼ぶから                                                | 10 tháng 8 năm 2022 978-415-03-1525-2 | 2024 (dự kiến)                        |

### Anime điện ảnh

Áp phích chiếu rạp dùng chung của Nhắn gửi tất cả các em, những người tôi đã yêu và Nhắn gửi một tôi, người đã yêu em.

Anime điện ảnh chuyển thể của Nhắn gửi tất cả các em, những người tôi đã yêu và anime điện ảnh chuyển thể của Nhắn gửi một tôi, người đã yêu em được thông báo vào 16 tháng 9 năm 2021. Phim Nhắn gửi tất cả các em, những người tôi đã yêu được sản xuất bởi Bakken Record và do Jun Matsumoto làm đạo diễn, phim Nhắn gửi một tôi, người đã yêu em được sản xuất bởi TMS Entertainment và do Ken'ichi Kasai làm đạo diễn. Riko Sakaguchi chấm bút kịch bản cho hai phim, shimano được giới thiệu là thiết kế nhân vật cho hai phim, và Takashi Ohmama sáng tác nhạc cho hai phim. Bài hát chủ đề cho Nhắn gửi tất cả các em, những người tôi đã yêu là "Kumo o Kō" do Keina Suda thể hiện, bài hát chủ đề cho Nhắn gửi một tôi, người đã yêu em là "Shion" do Saucy Dog thể hiện. Hai phim được công chiếu vào ngày 7 tháng 10 năm 2022.
Hai phim được phát hành và công chiếu tại Việt Nam bởi Mnet vào ngày 10 tháng 2 năm 2023 với lời giới thiệu "Dù là em ở thể giới nào, tôi nhất định sẽ yêu em lần nữa", "Kết thúc của chuyện tình này dựa vào thứ tự bạn chọn khi bắt đầu". Từ ngày 18 tháng 9 năm 2024, phía NewGates bắt đầu phát hành cả hai tác phẩm trên nền tảng Galaxy Play lần lượt vào thứ Tư và thứ Năm trong cùng tuần.

## Đón nhận
Tiểu thuyết đã được tiêu thụ 240.000 bản in.